# André Vingt-Trois
André Vingt-Trois   (París, 7 de novembre de 1942 - París, 18 de juliol de 2025) va ser un cardenal francès de l'Església Catòlica Romana. Va servir com a cardenal-arquebisbe de París, a més de presidir la Conferència Episcopal Francesa des del 5 de novembre de 2007 i fins al 20 de juny de 2013.

## Biografia

### Joventut i inicis de la carrera eclesiàstica
Nascut al V districte de París, en el si d'una família procedent del Franc Comtat. Fill d'Armand Ving-Trois i de Paulette Vuillamy. El seu cognom, una xifra, és quelcom poc habitual: podria referir-se al número d'una porta o el número del dia.
Després d'estudiar al Liceu Henri IV, ingressà el 1962 al seminari de Saint-Sulpice, a Issy-les-Moulineaux. Va ser ordenat prevere el 28 de juny de 1969 pel cardenal François Marty, i fou nomenat vicari de la parròquia de Sainte-Jeanne de Chantal del XVI districte de París, on Jean-Marie Lustiger feia de rector. El 1974 va ser nomenat director del seminari de Saint-Sulpice, on ensenyaria teologia dels sagraments.
Quan Jean-Marie Lustiger esdevingué arquebisbe de París el 1981, nomenà André Vingt-Trois vicari general. Allà contribuí a totes les iniciatives de l'inici de l'episcopat del cardenal Lustiger (l'Escola catedral de Paris, Radio Notre-Dame, la redistribució dels sectors parroquials o la reforma de la formació dels preveres). A partir de febrer de 1995 va ser nomenat membre del Consell Pontifical per la Família.
El 25 de juny de 1988 va ser nomenat bisbe auxiliar de París, amb el títol de bisbe titular de Thibilis. Fou consagrat el 14 d'octubre d'aquell mateix any. El novembre de 1998 va ser elegit president de la Comissió Episcopal per la Família.

### Arquebisbe de Tours i de París
El 21 d'abril de 1999 va ser nomenat arquebisbe de Tours. Sent el fill espiritual del cardenal Lustiger, car havia estat el seu adjunt durant 18 anys, va ser nomenat arquebisbe de París pel Papa Joan Pau II l'11 de febrer de 2005, festivitat de Nostra Senyora de Lorda. Va prendre possessió el 5 de març de 2005, esdevenint així el 30è arquebisbe de París.
El 9 de març del 2007 va ser nomenat membre de la Congregació per als Bisbes pel papa Benet XVI. Donà la comunió i la unció dels malalts al cardenal Lustiger el 5 d'agost de 2007, poc abans del traspàs d'aquest. L'endemà celebrà una missa nocturna a la catedral de Notre-Dame de París pel repòs de l'ànima del cardenal difunt.
El 5 de novembre de 2007 va ser elegit president de la Conferència Episcopal Francesa (CEF). André Vingt-Trois va ser creat cardenal-prevere, amb el títol de Sant Lluís dels Francesos, al consistori del 24 de novembre de 2007. Va ser membre de la Congregació per als Bisbes, del Consell Pontifici per a la Cura Pastoral dels Migrants i els Itinerants i del comitè de presidència del Consell pontifici per la família.
André Vingt-Trois envià als bisbes de França una carta el 25 de juliol del 2012 que contenia una proposta nacional de pregària per França en ocasió de la Solemnitat de l'Assumpció. Participà en el conclave de 2013 que elegí el Papa Francesc.

## Preses de posició
El 2012, l'arquebisbe de París exposà diversos punts d'atenció relatius a l'obertura del matrimoni homosexual. Davant la Comissió Legal, el 29 de novembre de 2012 declarà que:
| « | Tota la jurisprudència francesa sobre els procediments d'adopció es funda sobre "l'interès superior de l'infant". Malgrat tot, aquí crida l'atenció l'absència de referències sobre les conseqüències previsibles pels infants. Com si el projecte estigués dirigit a satisfer les necessitats dels adults, la qual cosa, per un altre costat, sembla reconèixer un "dret a l'infant". | » |